# Venturi 600 LM
La Venturi 600 LM apparait en 1994. C'est une évolution de la 500 LM dont 7 exemplaires disputèrent les 24h du Mans avec 5 voitures à l'arrivée pour la première participation de la marque Venturi à l'épreuve mancelle.
7 exemplaires seront produits: 6 seront des évolutions de Venturi 500 LM existantes auxquelles s'ajoutent une voiture produite directement en configuration 600 LM.

Par rapport à la Venturi 500LM, la puissance du moteur est portée à 600 chevaux d'où son nom.
En 1994, la Venturi 600 LM remporte plusieurs victoires dont celle des 1000 km de Paris aux mains de  Jean-Claude Basso et Henri Pescarolo.
Son palmarès est le suivant :
Victoire, 2eme et 4eme places aux 1000km de Paris 1994 
Victoire à Silverstone en 1994
Victoire et 3eme au 4h de Spa 1994
3eme au 4h de Dijon en 1994
3eme aux 3h de Zuhai en 1994
Victoire en catégorie GT1 aux 1000KM de Paris 1995
2nde aux 4h de Dijon en 1996
Art-Cars :
Plusieurs Venturi 600 LM seront remarquées pour leur décoration :
La n° 30 des 24h du Mans 1994 avec sa décoration "en tuiles" due à Armand
La n°43 des 24h du Mans 1995 avec sa décoration "compressions" due à César (qui décorera également une Mc Laren F1 GTR de manière similaire)
La n°44 des 24h du Mans 1995 "Aviatic" due à Gianni Celano Giannici

Évolution :
Venturi ayant fourni des écuries privées de 1993 à 1994, décide d'engager une voiture usine pour les 24h du Mans 1995.
Il s'agit de la 600 SLM (SLM pour Super Le Mans)
Il s'agit d'une profonde évolution de la 600LM: son moteur voit sa puissance poussée à 640ch, son châssis est réalisé en carbone (voir page dédiée)

## Notes et références

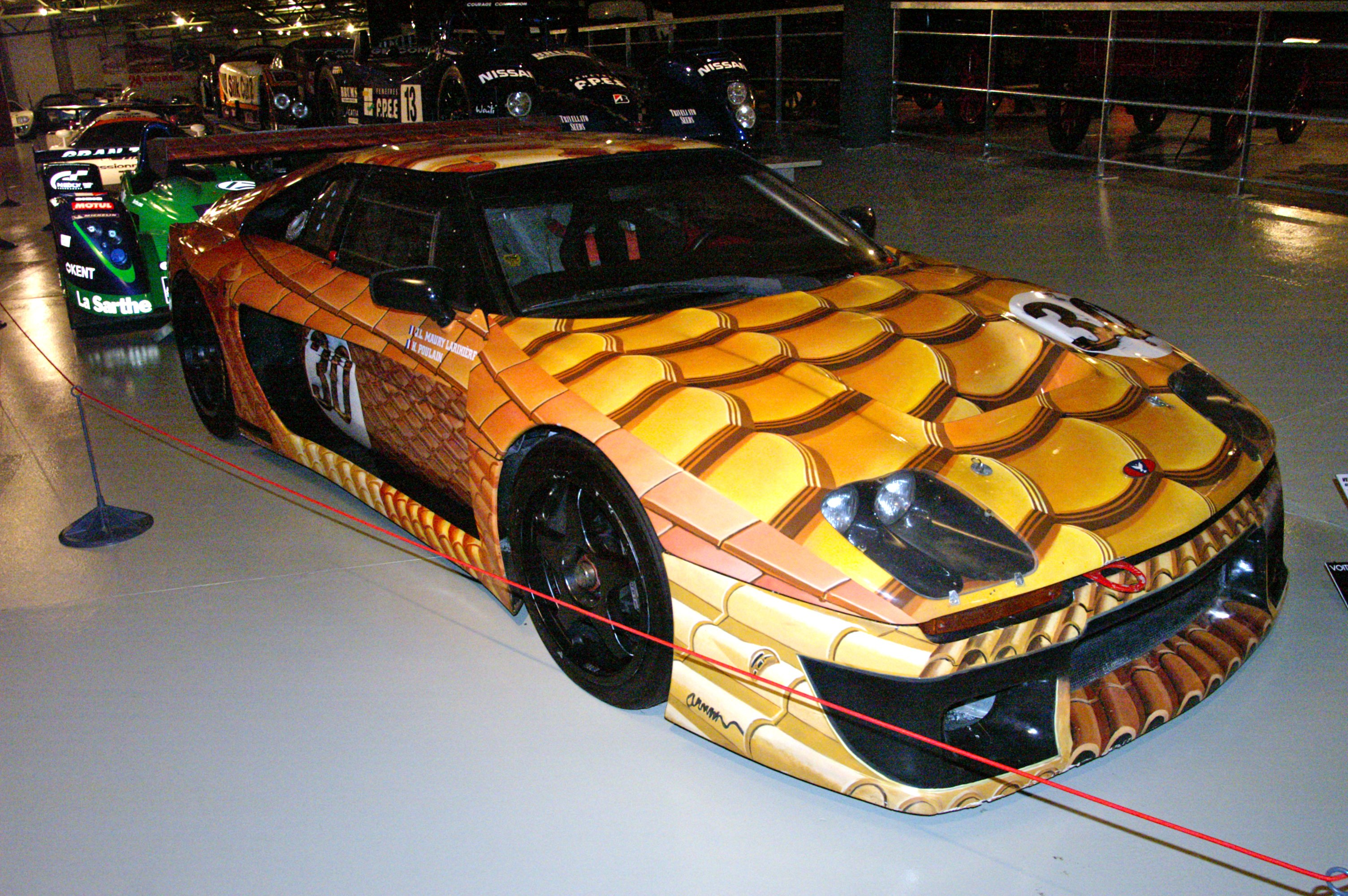
La Venturi 600 LM "La Tuile"